# Toti dal Monte
Antonietta Meneghel (Mogliano Veneto, 27 de junho de 1893 — Pieve di Soligo, 26 de janeiro de 1975), mais conhecida pelo nome artístico de Toti Dal Monte, foi uma famosa soprano de ópera italiana, uma favorita de Arturo Toscanini.
Nascida em Mogliano Veneto, na província de Treviso, estreou-se no La Scala de Milão aos 17 anos como "Biancofiore" em Francesca da Rimini de Riccardo Zandonai. Foi um sucesso imediato, e a sua voz clara como um 'rouxinol' viria a ser muito apreciada no mundo inteiro. Os seus papéis mais famosos incluíram "Amina" em La sonnambula de Bellini, "Lucia" em Lucia di Lammermoor de Donizetti e "Gilda" em Rigoletto de Verdi. No entanto, o papel onde foi mais aclamada foi "Cio-cio-san" em Madama Butterfly de Puccini, como pode ser apreciado na gravação que fez com Beniamino Gigli no papel de "Pinkerton".
Em 1924, após os triunfos de Milão e Paris, mas antes da sua estreia em Londres e Nova Iorque, foi contratada pela soprano australiana Nellie Melba para uma digressão pela Austrália. A digressão foi um sucesso popular, não se registando nenhuma rivalidade entre a Melba, já nos seus anos finais de palco, e a jovem estrela Dal Monte. Em 1928, na sua terceira visita à Austrália, Dal Monte casou com o tenor Enzo de Muro Lomanto em Sydney.
Toti Dal Monte retirou-se dos palcos de ópera em 1943, aos cinquenta anos. Contudo, continuou a trabalhar em teatro, fez algumas gravações esporádicas e participou em diversos filmes, dos quais o mais conhecido foi o seu último, Anonimo veneziano de Enrico Maria Salerno, que contava a história de um cantor no teatro veneziano La Fenice.
“La Toti” morreu aos 81 anos, em Pieve di Soligo.